# Chrozophora tinctoria
Espèce
Classification phylogénétique
Statut de conservation UICN

 LC  : Préoccupation mineure
La maurelle, appelée aussi tournesol des teinturiers ou croton des teinturiers (Crozophora tinctoria (L.) A.Juss.), est une espèce de plantes à fleurs de la famille des Euphorbiaceae. Elle est originaire du pourtour de la Méditerranée, du Moyen-Orient, d'Inde, du Pakistan et d'Asie Centrale. Elle a aussi été introduite en Amérique du Nord et en Australie.
C'est une plante tinctoriale utilisée depuis le Moyen Âge pour fournir des colorations bleues ou violettes.

## Utilisation de la maurelle
- Chrozophora tinctoria, la maurelle, produit un colorant bleu-violet, le « tournesol » utilisé au Moyen Âge pour réaliser les manuscrits enluminés. La maurelle s’utilisait aussi comme colorant alimentaire.
- Cette plante aussi connue par sa dénomination de croton des teinturiers ou de tournesol des teinturiers[2] est la base de la teinture de tournesol désignant un réactif chimique à base de matière colorante bleue, en solution, qui a la propriété de virer au rouge en présence d'un acide. Elle a servi également à la fabrication du papier tournesol, premier indicateur acide-base qui aurait été découvert par Arnaud de Villeneuve[3].

Un excellent chapitre dans l'Encyclopédie méthodique de Panckoucke traite de l'« art de la culture et de l'apprêt du tournesol » ; c'est une très bonne documentation sur la culture de la maurelle dans le village de Gallargues-le-Montueux (Grand-Gallargues) dans le département du Gard en 1760.

## Synonymes
| - Crossophora Link. - Crozophora A.Juss. var. orth. - Ricinoides Moench | - Tournesol Adans. - Tournesolia Scop. - Croton des teinturiers (croton tinctorium L. , Croton verbascifolium Willd., Croton obliquum Vahl, Morus dioica Crantz). |